# همه بلند بشن (ترانه پیت‌بول)
«همه بلند بشن» (به انگلیسی: Everybody Get Up) تک‌آهنگی از پیت‌بول، است که در سال ۲۰۰۵ میلادی منتشر شد.